# The Best Kept Secret
The Best Kept Secret è il quarto album del gruppo musicale hip hop statunitense Ultramagnetic MCs, pubblicato nel 2007.
| Recensione | Giudizio |
| ---------- | -------- |
| AllMusic   | [ 1 ]    |
| RapReviews | [ 2 ]    |
| HipHopDX   | [ 3 ]    |

## Tracce
Musiche di Ariel Caban (tracce 1, 5 e 13), Underwear Pissy (tracce 2, 6-7, 9 e 11), Moe Luv (tracce 3 e 14), Ced-Gee (tracce 4, 8, 10 e 12).
1. The Plaques – 3:25
2. Late Night Rumble – 2:04
3. Mechanism Nice (Born Twice) – 3:44
4. Ain't It Good 2 U – 2:56
5. Super Spellbound – 3:42
6. Pop Bottles – 3:26
7. Nottz (featuring Goody-2) – 4:07
8. Porno Star (Part 2) – 4:37
9. Underwear Pissy – 3:15
10. Party Started – 3:49
11. War (featuring Gee-Banga) – 4:06
12. Delta 2006 – 4:07
13. Silk Master – 3:22
14. Vibrato – 2:53